# Mparo (Hoima)
Koordinaten: 1° 25′ N, 31° 23′ O
Mparo ist ein Ort in Uganda, Distrikt Hoima, ungefähr vier Kilometer von der Distriktshauptstadt Hoima entfernt an der Straße von Hoima nach Masindi. In der unmittelbaren Nähe von Mparo liegen die „Mparo Tombs“, die Grabstätten von zwei Omukama von Bunyoro, Cwa II. Kabalegas und Sir Tito Winyis IV.

## Geschichte
Im Dezember 1893 führte Henry Edward Colville eine Militäroffensive gegen den Ort Mparo und den residierenden Omukama Kabalega an. Da Kabalega gegen die britische Übermacht von mehr als 20.000 hauptsächlich afrikanischen Kämpfern nichts ausrichten konnte, setzte er Mparo in Brand und ging in der Folgezeit zur Guerilla-Taktik über.
In Mparo kam es zu einem historischen Treffen zwischen Emin Pascha und Kabalega, an das heute eine Gedenktafel erinnert.